# Roger Establet
Roger Establet és un sociòleg francès especialitzat en Educació i Treball. Va néixer l'any 1938 i va estudiar a l'escola de Massena a Niza, on guanyà el concurs de l'Escola Normal Superior. Va rebre classes del filòsof Louis Althusser, del qual va rebre la seva inclinació marxista i es va unir al seu projecte del marxisme.
Critica l'ideal de l'escola unificadora mitjançant la teoria de la doble via conjuntament amb Christian Baudelot. L'escola única és l'ideal d'unitat com a objectiu, conjuntament amb un progrés social i humà. La piràmide escolar és el primer esglaó cap a la teoria de la doble via, no tots els alumnes tenen les mateixes possibilitats de poder avançar en la seva educació, aquest fenomen s'anomena selecció. La via per la que passen les persones no seleccionades, s'anomena rebuig o abandonament.
La divisió de l'escola la justifiquen amb causes exteriors de l'escola com podrien ser, la desigualtat, l'aptitud personal o els recursos familiars.
Per tant, Establet demanda la fusió del treball productiu i l'ensenyament, la desaparició de les dues xarxes d'escolarització i ressaltar la ideologia proletària en el poder, la qual cosa és una tasca a llarg termini, que resulta difícil però possible d'aconseguir.

## Teoria de la doble via
Aquest concepte fa referència a les xarxes d'escolarització existents, que varien segons les classes social, determinant quins llocs de treball efectuaran segons la formació rebuda. Per tant, l'escola, a diferència de ser un mitjà per aconseguir la igualtat, determina les persones que estaran destinades al món de la producció i les que continuaran la seva formació a la Universitat.
Aquest fet promou la divisió de la societat en dues classes antagòniques: la dominació burgesa sobre el proletariat (marxisme). Sota l'aparença d'unitat, l'escola divideix la població escolaritzada en dos tipus d'escolaritat:
- La primària professional: Es tracta dels sectors que van des de l'escola primària a l'educació vocacional. En aquesta xarxa s'inscriuen a la majoria dels fills dels treballadors on es procura reproduir la força laboral proletària.
- La secundària superior: Sectors reservats per als nens de la burgesia que es decanten més per ocupacions de llocs de treball de comandament de l'economia capitalista.

Aquesta divisió ressalta el paper determinant de l'escola en la divisió de la societat, basat en la divisió fonamental entre treball manual i treball intel·lectual. Per això proposen una escola única i pública de veritat perquè realment es compleixi la missió principal que té d'unió. Per tant, reclamen una igualtat i llibertat real a diferència de la ideologia burgesa imperant.

### L'ofici del mestre i les seves contradiccions
L'aparell escolar és un aparell ideològic de l'Estat, funcionament del qual està regulat i controlat per aquest. Els mestres son l'última peça i per això tenen una posició a la vegada subordinada i privilegiada. El seu treball s'inscriu en límits estrets i es controlat pels directius que regulen el funcionament de l'aparell escolar.
La feina del mestre es defineix objectivament com una contradicció. Aquesta contradicció es basa en el fet que el mestre treballa simultàniament en benefici de dues xarxes. Ell exerceix la seva feina en l'interior d'una xarxa determinada, regida per les seves pròpies normes, on s'encarrega d'alfabetitzar a les masses de l'educació professional i a l'hora selecciona les "élites" de la secundària superior.
Per tant, la servitud del mestre en aquest sentit promou l'ideologia burgesa de l'escola.

### La situació de classes feta pel mestre i il·lusions que reforça
La posició del mestre ha anat canviant al llarg del temps, i com a conseqüència ha anat perdent molt del seu prestigi. Aquesta pèrdua de prestigi està influenciada per la feminització de la professió del mestre. Per tant, avui dia, per als homes, la condició de mestre s'ha convertit en una via no usual de la promoció individual dels nens de les classes populars o de la petita burgesia.
Il·lusions que es reforcen en el context escolar:
- Il·lusió democràtica: es refereix a la democràcia burgesa. Aquesta il·lusió consisteix en l'ideal que l'escola única té com a funció principal proporcionar a cada alumne el lloc que li correspon a la societat, segons les seves aptituds.
- Il·lusió laica: la situació de classe del mestre, el porta a no discutir les normes escolars, però el condueix a reflexionar sobre l'ensenyament. La il·lusió laica es refereix a la creença que pot existir un ensenyament neutral que se situï per sobre de les classes socials.

S'ha de deixar de banda la creença que afirma que tots els problemes de l'educació es troben a fora de la política i deixar de promoure ciutadans disciplinats i conformistes, per així no seguir perpetrant societats fonamentades en els principis d'autoritat i l'omnipresència de les jerarquies polítiques, administratives i econòmiques.

## Obres destacades
- La escuela capitalista- Christian Baudelot i Roger Establet (1973)
- Allez les filles - Roger Establet i Christian Baudelot (1992)
- Le noveau monte- Christian Baudelot i Roger Establet (1989)
- Ecole est-elle rentable?- Roger Establet (1987)
- Durkheim et le suicide (philosophies)- Christian Baudelot i Roger Establet (1996)
- La petite bourgeoisie en France - Christian Baudelot, Roger Establet i Jacques Malemort (1974)
- Qui travaille pour qui?- Christian Baudelot, Roger Establet i Jacques Toiser
- Livre et télévision: concurrence ou interaction?- Roger Establet i Georges Felouzis (1992)
- Los estudiantes, el empleo y la crisis- Christian Baudelot, R. Benoliel, H. Cukrowicz i Roger Establet. (1975)
- Suicide: l'envers de notre monde- Christian Baudelot i Roger Establet (2006)
- Dossier l'École Primaire Divise- Christian Baudelot i Roger Establet (1975)
- Avoir 30 ans: en 1968 et en 1998 - Roger Establet i Christian Baudelot